# Nazanin Afshin-Jam
Nazanin Afshin-Jam est une militante des droits de l'homme irano-canadienne, née en 1979 à Téhéran.

## Biographie

### Jeunesse et formation
En 1981, la famille de Nazanin Afshin-Jam fuit la révolution iranienne et s'installe à Vancouver au Canada. La jeune fille intègre les Cadets de l'air. Promue au plus haut grade, elle décroche sa licence de pilote à l'âge de seize ans. Afshin-Jam étudie à l'université de la Colombie-Britannique, où elle obtient des diplômes en relations internationales et en science politique,. Elle prend des cours à distance et obtient un master's degree en diplomatie de l'université de Norwich.

### Concours de beauté
En 2003, Nazanin Afshin-Jam remporte le concours de beauté Miss World Canada. Elle se classe première dauphine lors du concours Miss Monde,.

### Militante des droits de l'homme
Afshin-Jam travaille en tant qu'éducatrice pour la Croix-Rouge lorsqu'elle apprend le sort de Nazanin Fatehi. Elle fait campagne pour cette jeune iranienne de dix-sept ans, condamnée à mort après avoir tué l'un des hommes qui tentaient de violer elle et sa nièce. Afshin-Jam lance une pétition en sa faveur qui recueille 300 000 signatures dans le monde. Nazanin Fatehi est libérée en janvier 2007. Par la suite, la militante s'intéresse à des cas similaires, ce qui l'amène à rencontrer Peter MacKay, alors ministre canadien des Affaires étrangères. Elle épouse l'homme politique en 2012,.
Afshin-Jam cofonde l'organisation sans but lucratif Stop Child Executions, qu'elle dirige. L'association internationale Des jeunes pour les droits de l'Homme (Youth for Human Rights International) la nomme Hero for Human Rights.

### Autres activités
Afshin-Jam enregistre un album intitulé Someday, qui sort en 2007. La militante raconte la campagne organisée pour faire libérer Nazanin Fatehi dans le livre The Tale of Two Nazanins, écrit avec la journaliste Susan McClelland. Elle siège au conseil d'administration d'une agence gouvernementale canadienne, la Fondation canadienne des relations raciales (en).

## Vie privée et famille
La mère de Nazanin Afshin-Jam se convertit au catholicisme après avoir lu un exemplaire de la Bible trouvé dans la bibliothèque familiale. Son père dirige l'hôtel Sheraton de Téhéran. Il est emprisonné par les Gardiens de la révolution islamique mais parvient à s'enfuir avec sa famille avant qu'éclate la guerre Iran-Irak. Ils rejoignent l'Espagne, puis s'établissent au Canada,.
Nazanin Afshin-Jam parle anglais, français et persan. En 2012, elle épouse l'homme politique canadien Peter MacKay.

## Ouvrage
- (en) The Tale of Two Nazanins : A Teenager on Death Row in Iran and the Canadian Who Vowed to Save Her  (en collaboration avec Susan McClelland), HarperCollins, 2012, 289 p. (ISBN 978-1-55468-972-9)